# Hueyapan de Ocampo
Hueyapan de Ocampo là một đô thị thuộc bang Veracruz, México. Năm 2005, dân số của đô thị này là 38175 người.